# ヘラナレン
ヘラナレン（学名: Crepidiastrum linguifolium）は、キク科アゼトウナ属の常緑小低木。

## 形態・生態
数百万年の進化の過程で木本化しており、キク科の植物のなかでも非常に珍しい特徴をもつ。小笠原諸島にはコヘラナレンとユズリハワダンという近縁種が生育しており、いずれも共通の祖先から進化した種である。

## 分布
日本固有種。小笠原諸島に分布する。

## 保全状況評価
絶滅危惧II類 (VU)（環境省レッドリスト）
ヘラナレンは外来種のヤギの影響を受けた父島では個体群が壊滅状態となり、母島でも群落がわずかに残っている状態であった。2000年の環境省レッドデータブックでは絶滅危惧IA類に指定されていた。しかし、その後の2007年のレッドリストでは絶滅危惧IB類にランクが下げられ、2012年に公表されたレッドリストでは絶滅危惧II類の評価となった。